# Andwari

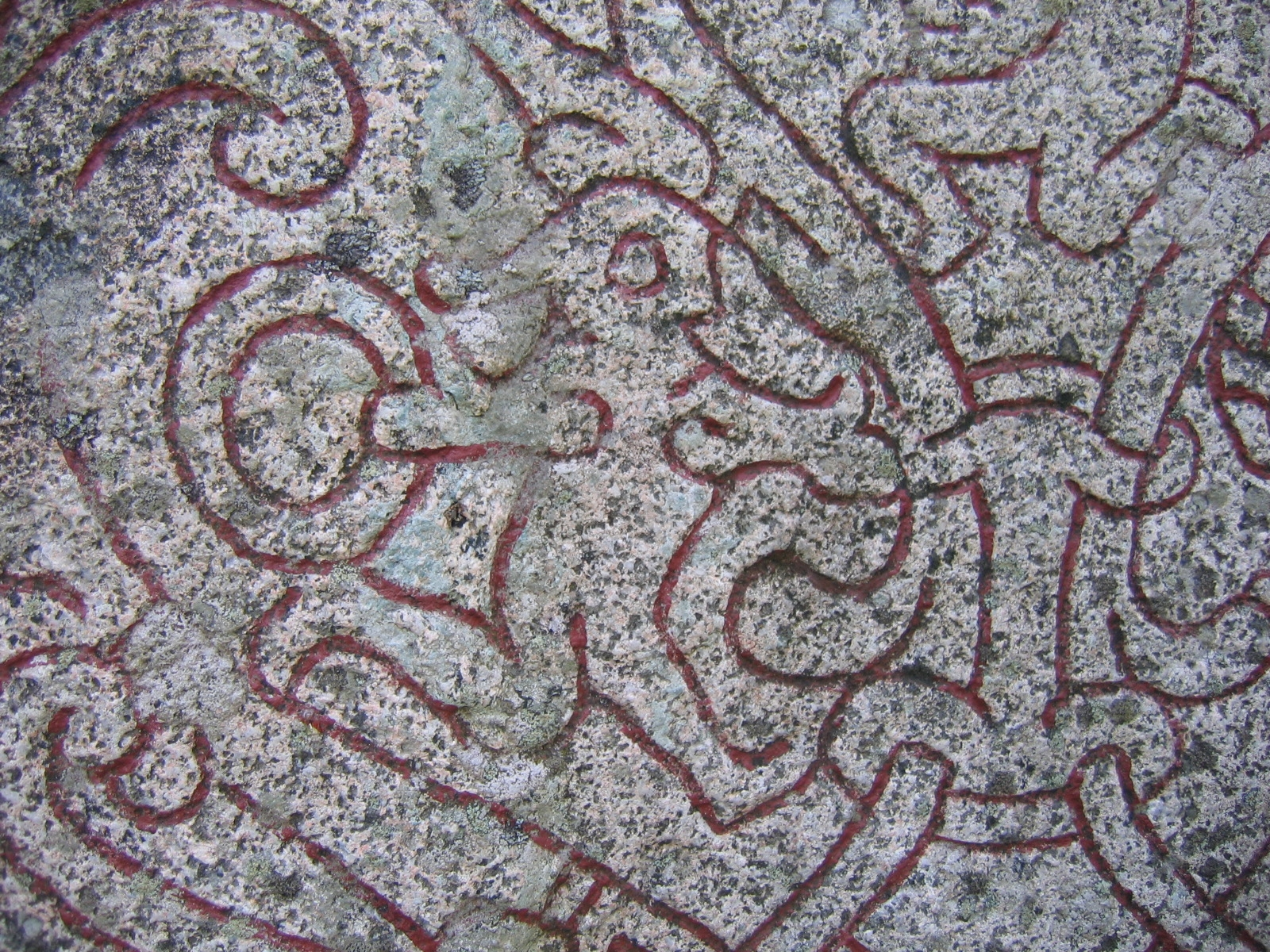

Andwari – w mitologii nordyckiej karzeł, syn Oinna. Pod postacią szczupaka zamieszkiwał wodospad Andwarafors i strzegł ukrytego złota. Schwytany przez Lokiego został zmuszony do oddania skarbu, w tym pierścienia zwanego Andwaranaut (który stał się przyczyną śmierci Sigurda – Zygfryda), potrzebnego bogom do złożenia wykupu za zabicie Otra. Przekazując skarb Andwari rzucił na niego klątwę.  